# Тальберг, Аксель

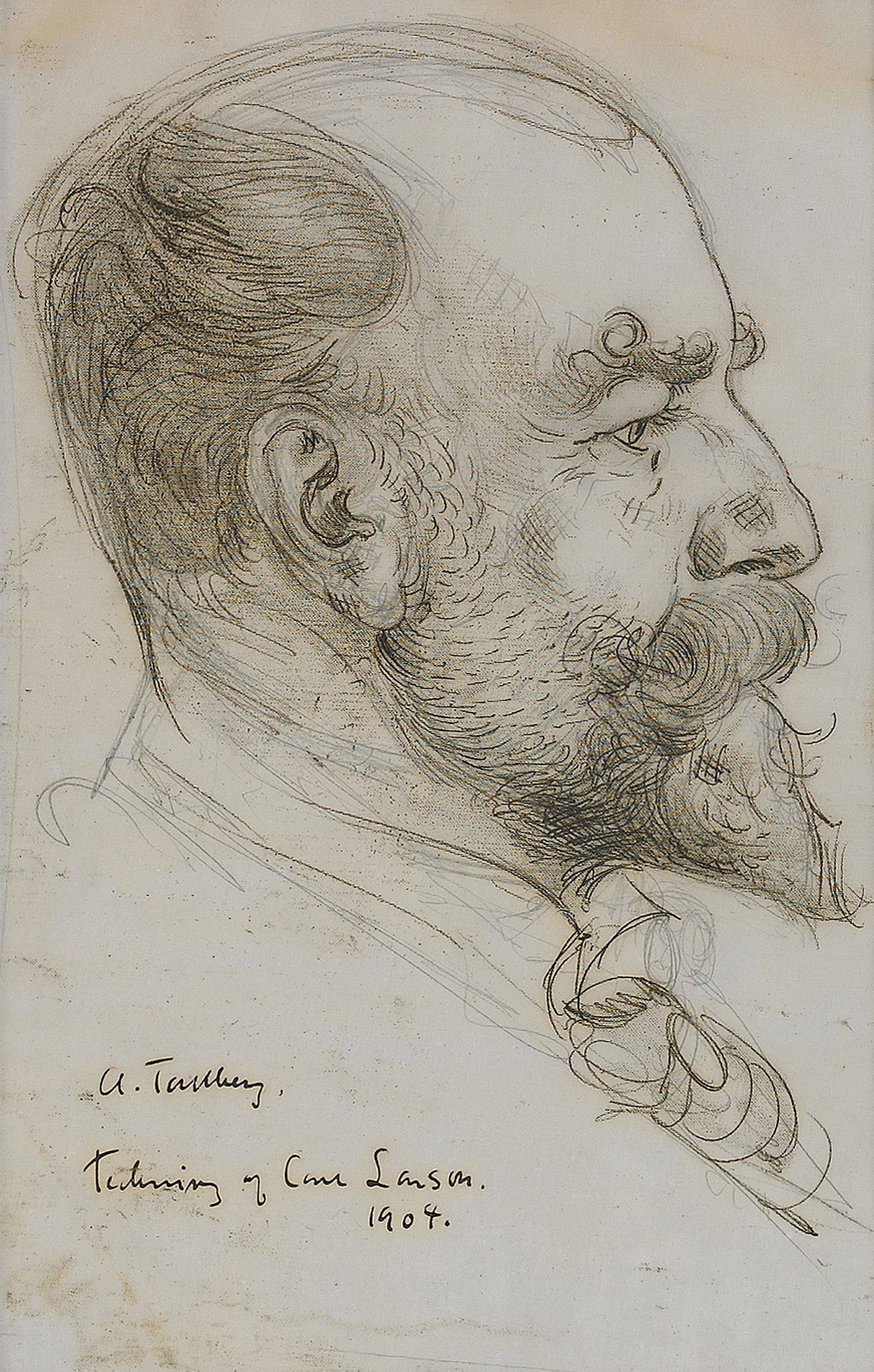
Портрет профессора Акселя Тальберга работы Карла Ларссона, 1904 год

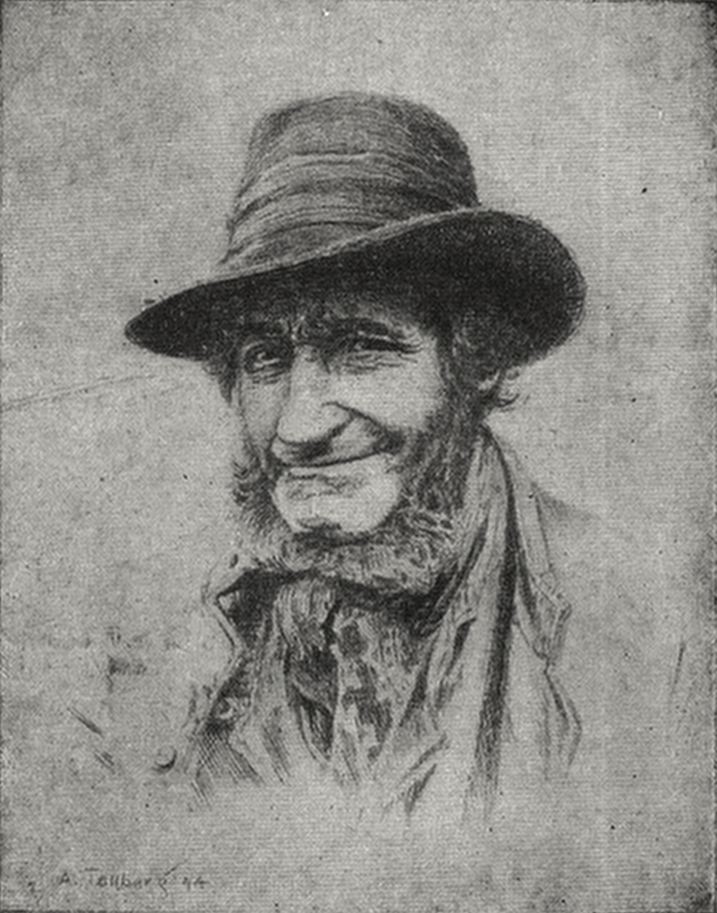
«Портрет», офорт работы А. Тальберга 1907 год

Аксель Тальберг (нем. Axel Tallberg; 23 сентября 1860 в Евле, Естрикланд, Швеция — 8 января 1928 в Сольна, Уппланд, Швеция) — шведский художник и график, один из представителей Дюссельдорфской художественной школы, известный прежде всего своими офортами. Будучи преподавателем Королевской академии свободных искусств Стокгольма создал в 1895—1926 годах новую шведскую школу гравюры.

## Биография
Аксель Тальберг был сыном рабочего-металлиста Карла Эрика Тальберга и Кристины Джоханссон. В 1878—1882 годах учился искусству живописи в академии художеств Стокгольма. Желая усовершенствоваться, переехал в Дюссельдорф и в 1883—1884 годах постигал искусство гравюры в Дюссельдорфской академии художеств у гравёра Карла Эрнста Форберга (Carl Ernst Forberg). Кроме того, в дюссельдорфской академии он учился искусству пейзажа и работе акварелью. После учебных поездок по Германии, в Италию, Францию, Испанию и Северную Африку он переехал в Англию, где в 1889—1895 годах работал в Бурнхаме (Burnham) графства Бакингемшире и в Виндзоре вблизи Лондона в составе колонии шведских граверов.
После того, как Тальберг возвратился в Швецию, в 1895 году он начал преподавать курс искусства офорта в академии художеств Стокгольм, который в 1909 году был официально включен в программу в качестве отдельной специализации. В 1919 году Тальберг становится профессором академии. Его учениками были: Кейлб Алтин (Caleb Althin) (1866—1919), Эдвард Берггрен (Edvard Berggren) (1876—1961), Кнут Боргх (Knut Borgh) (1867—1946), Габриэль Бурмайстер (Gabriel Burmeister) (1886—1946), Альберт Энгстрём (Albert Engström) (1869—1940), Карл Йохан Форсберг (Carl Johan Forsberg) (1868—1938), Аксель Фриделль (Axel Fridell) (1894—1935), Грета Герелль (Greta Gerell) (1898—1982), Шарль Лакс (Charles Lachs) (1879—1972), Эрик Йоханнес Линдквист (Erik Johannes Lindkvist) (1889—1955), Альберт Олсон Меш (Albert Olson Mesch) (1870—1945), Готтфрид Олссон (Gottfrid Olsson) (1890—1979), Оскар Парвиайнен (Oscar Parviainen) (1880—1938),  Эстер Залмзон (Esther Salmson) (1877—1966) и Ева Лоустадт-Острём (Eva Löwstädt-Åström) (1864—1942). Своё влияние Аксель Тальберг оказал на творчество выдающегося шведского художника Карла Ларссона.
С 1895 года Тальберг начал издавать журнал «Незабудка» (Förgät-mig). В 1900 году он женится на Грете Катарине Кристине Зантессон (1879 года рождения). У них родилась дочь Лиззи Толлберг (1903—1960 годы), ставшая художницей и писательницей. Будучи действительным членом Королевского Графического общества (Royal Society of Painter-Printmakers) и Королевского Археологического института (Royal Archaeological Institute) Великобритании и Ирландии в Лондоне, Тальберг поддерживал с ними прямые контакты. С 1902 года Тальберг являлся шведским корреспондентом британского журнала искусства и культуры «The Studio».

## Избранные и выдающиеся работы
- Liktåg å romerska Campagnan 1884 (Траурная процессия римской Кампаньи)
- Vietri 1884
- Utsikt vid Prestnibble 1886 (Вид на Prästnibble)
- Slottet Doune i Skottland 1887 (Замок Doune в Шотландии)
- Engelsk landskyrka 1888 (Англиканская церковь)
- Afton 1889 (Вечер)
- Porträtt av A. H. Hägg 1889 (Портрет А. Н. Hagg)
- Skymning i bokskogen 1890 (Сумерки в буковом лесу)
- Gammal man 1892–93 (Старик)
- En landsstrykare 1892–93 (Бродяга)
- Joe 1892–93 (Джо)
- En skoflickare 1892–93 (Сапожник)
- Ölprovet 1892 (Образец пива)
- Andante cantabile 1893 (Анданте Кантабиле)
- En concrisseur 1893 (Ценитель)
- Porträtt av Hertiginnan av York 1894 (Портрет герцогини Йорк)
- Ett sockenråd 1895 (На приходе)
- Porträtt av Oscar II (Портрет Оскара II)
- C. F. Adlercreutz 1897
- Topelius 1901 (Топелиус)
- Tolstoy 1901 (Л. Н. Толстой)
- Bellman 1901 (Бельман)
- Ibsen 1901 (Ибсен)
- Slottet Bamborough i Northumberland 1905 (Замок Bamborough в Нортумберленде)
- Presidenten Roosevelt 1906. (Президент Рузвельт)
- Портрет Нилса Ангельна